# 황룡면
황룡면(黃龍面)은 전라남도 장성군 서쪽에 위치한 면이다. 넓이는 44.7km2이고, 인구는 2016년 기준으로 4,734명이다.

## 행정 구역
| 법정리 | 행정리                                      | 비고            |
| ------ | ------------------------------------------- | --------------- |
| 관동리 | -                                           | 거주 인구 없음  |
| 금호리 | 금호리                                      |                 |
| 맥호리 | 맥호1리, 맥호2리                            |                 |
| 신호리 | 신호1리, 신호2리                            |                 |
| 아곡리 | 아곡1리, 아곡2리                            |                 |
| 옥정리 | 옥정1리, 옥정2리                            |                 |
| 와룡리 | 와룡리                                      |                 |
| 와우리 | -                                           | 거주 인구 없음  |
| 월평리 | 월평1리, 월평2리, 월평3리, 월평4리, 월평5리 | 면사무소 소재지 |
| 장산리 | 장산1리, 장산2리, 장산3리, 장산4리          |                 |
| 통안리 | -                                           | 거주 인구 없음  |
| 필암리 | 필암1리, 필암2리, 필암3리                   |                 |
| 황룡리 | 황룡1리, 황룡2리                            |                 |

## 교육
- 월평초등학교 (월평리)
  - 황룡분교 (폐교) - 홍길동로 271 (아곡리)
  - 옥정분교 (폐교) - 구대해길 3-12 (옥정리)
- 황룡중학교 (장산리)